# Campionatul Mondial de Fotbal 2006
Campionatul Mondial (sau Cupa Mondială) de Fotbal FIFA 2006 a fost cea de-a 18-a ediție a Campionatului Mondial de Fotbal, principala competiție fotbalistică internațională. Turneul a debutat pe 9 iunie 2006 și s-a sfârșit pe 9 iulie 2006, cu victoria Italiei. În iunie 2000, Germania a câștigat dreptul de a găzdui cel mai important eveniment fotbalistic pentru a doua oară (prima dată a fost în anul 1974), fiind singura echipă calificată la turneul final din oficiu. Pentru prima dată în istoria campionatelor mondiale de fotbal, campioana turneului anterior (în cazul de față Brazilia) a trebuit să joace meciuri de calificare pentru a accede la turneul final. Treizeci și două de țări participă la Campionatul Mondial din 2006, a cărei finală este programată pentru 9 iulie.

## Selectarea gazdei
Concursul de alegere a gazdei ediției din 2006 a avut loc în iulie 2000 în Zürich, Elveția. La concurs și-au înaintat candidaturile 4 țări, după ce Brazilia s-a retras din concurs cu trei zile înainte ca acesta să aibă loc: Germania, Africa de Sud, Anglia și Maroc. Au avut loc trei runde de votare, în fiecare rundă fiind eliminată țara cu cele mai puține voturi acumulate. Primele două runde au avut loc pe 6 iulie 2000, iar runda finală pe 7 iulie 2000, Germania câștigând în fața Africii de Sud.
| Rezultatele votingului | Rezultatele votingului | Rezultatele votingului | Rezultatele votingului |
| Țara                   | Runda 1                | Runda 2                | Runda 3                |
| ---------------------- | ---------------------- | ---------------------- | ---------------------- |
| Germania               | 10                     | 11                     | 12                     |
| Africa de Sud          | 6                      | 11                     | 11                     |
| Anglia                 | 5                      | 2                      | –                      |
| Maroc                  | 3                      | –                      | –                      |

Decizia de a atribui Germaniei dreptul de a organiza campionatul a atras numeroase controverse, fiind marcată de un scandal de mituire. La votarea finală din 6 iulie 2000, decizia favorabilă Germaniei a fost luată la limită cu 12:11, în defavoarea Africii de Sud, și a fost posibilă prin abținerea de la vot a reprezentantului Oceaniei Charles Dempsey, care avea mandat de la federația sa să dea votul Africii de Sud. El a invocat abținerea prin ”intoleranță față de presiune”. Este cunoscută existența unui fax de "mituire" (în germană Bestechungsfax) din 5 iulie 2000 al magazinului satiric german Titanic, adresat reprezentanților votanți ai FIFA, care oferea cadouri contra unui vot pro-Germania. Dacă Dempsey ar fi votat cum a fost instructat inițial, rezultatul votingului ar fi fost 12–12, iar președintele FIFA Sepp Blatter, care favoriza candidatura Africii de Sud, urma să decidă soarta votingului.

## Atribuirea prin rotație
După ce alegerea a fost făcută, organismul care controlează fotbalul mondial, FIFA, și-a afirmat public intenția de a alege țara organizatoare pentru campionatele viitoare prin rotație, între confederațiile sale integrante. Din aceste considerente, gazda următorului campionat a fost aleasă din țările CAF: Africa de Sud va organiza jocurile Campionatului Mondial de Fotbal 2010. Turneul din 2014 va avea loc în Brazilia.
Evenimentul a adus Germaniei două milioane de turiști și a creat 500.000 de locuri de muncă.
În avanpremiera turneului Campionatului Mondial, FIFA a organizat în Germania Cupa Confederațiilor FIFA 2005, turneu câștigat de Brazilia.
În urma rezultatelor obținut în calificări, cele 32 de țări calificate sunt: Germania (din oficiu ca țară gazdă), Argentina, Brazilia, Paraguay, Ecuador, Mexic, Statele Unite ale Americii, Trinidad-Tobago, Costa Rica, Portugalia, Spania, Anglia, Franța, Italia, Elveția, Suedia, Republica Cehă, Ucraina, Serbia și Muntenegru, Țările de Jos, Croația, Polonia, Togo, Ghana, Angola, Coasta de Fildeș, Tunisia, Japonia, Arabia Saudită, Iran, Coreea de Sud și Australia.
Este pentru prima dată în istoria Campionatului Mondial când CONCACAF trimite patru reprezentative la turneul final (SUA, Mexic, Costa Rica și Trinidad-Tobago), același număr ca America de Sud și Asia. Totodată, nici o țară românofonă nu a reușit să se califice la turneul final: România s-a clasat pe locul 3 în grupa sa de calificare, în spatele Țărilor de Jos și Republicii Cehe, în timp ce Republica Moldova a terminat pe ultimul loc în grupa sa de calificare.

## Pronosticuri
Naționala de fotbal a Braziliei a fost una dintre marile favorite la câștigarea trofeului mondial, alături de selecționatele Argentinei, Angliei și Italiei. În ciuda faptului că a obținut rezultate bune la ultimele turnee finale, Germania nu este favorită la câștigarea campionatului. Potrivit unei cercetări sociologice, la sfârșitul lui februarie 2006 doar 9% dintre germani creditau naționala lor cu șanse la câștigarea campionatului. Un sondaj asemănător publicat pe 16 martie 2006 estima acest procentaj la doar 3% din populația Germaniei. Lipsa de încredere a fost augmentată de înfrângerea cu 4 la 1 suferită de Germania într-un amical contra selecționatei italiene.
La rândul său, săptămânalul german Stern a publicat rezultatele unui sondaj realizat de institutul Forsa pe un eșantion de 1000 de persoane, rezultate care arătau că la acea dată 17% dintre germani nu creditau Germania nici măcar cu șanse de a depăși faza grupelor, în ciuda faptului că grupa echipei gazdă era considerată una „modestă”. Totuși, populația germană continua să-și afirme sprijinul pentru tehnicianul echipei, Jürgen Klinsmann; potrivit aceluiași sondaj, 66% din cei chestionați susțin eforturile tehnicianul german, în ciuda faptului că echipa a pierdut meciul de pregătire contra selecționatei Statelor Unite din 22 martie de la Dortmund, unul dintre orașele-amfitrion gazdă ale campionatului mondial.
Scepticismul populației se reflectă în jucătorii germani. Cel mai cunoscut jucător și totodată căpitanul echipei, Michael Ballack, a afirmat într-un interviu pentru revista germană „Sport-Bild” din 9 mai că nu ar fi o surpriză ca Germania să fie eliminată încă din faza grupelor, echipa fiind tânără și neexperimentată.
Fostul jucător argentinian Diego Maradona a declarat la 4 aprilie 2006 că vede Brazilia ca principală favorită pentru câștigarea trofeului, dar nu a menționat Argentina printre favorite. Cuvintele sale au fost:
|  | Dacă nu va fi Brazilia, atunci Anglia, Germania sau Italia, care sunt mult mai în formă. |
Întrebat care este favorita sa la câștigarea acestor mondiale, Pelé, a preferat să nu nominalizeze o echipă, argumentând că s-a înșelat de fiecare dată când s-a pronunțat pentru o anumită selecționată: în 1994, a zis că va fi Columbia; în 1998, declara că Spania e cea mai bună echipă și că Brazilia are probleme în apărare; iar în 2002, în urma comportamentului Braziliei din calificări, a desemnat Anglia, Portugalia, Suedia și Argentina printre preferatele sale. Totuși, cu mai puțin de o lună înainte de începerea turneului final, fostul fotbalist a recunoscut că nu crede în victoria naționalei braziliene. Pentru Pelé, favoriții pierd întodeauna.
Brazilienii așteaptă de la selecționata lor națională un nou titlu. Potrivit unei anchete sociologice publicate pe 25 mai de Institutul CNT/Sensus, 79,8% dintre brazilieni cred că echipa lor va cuceri al șaselea titlu mondial.
Cu puțin timp înainte de începerea turneului, Italia a fost zguduită de un uriaș scandal de corupție în campionatul intern, care l-a avut în centrul său pe fostul director general al clubului de fotbal Juventus, Luciano Moggi. Pe firul scandalului, investigațiile au condus la tehnicianul italian Marcello Lippi, suspectat că ar fi favorizat selecția jucătorilor juventini în „primul 11” al Italiei, la indicațiile lui Moggi. După o săptămână de presiuni media intense, Lippi a fost confirmat pentru Campionatul Mondial de către Federația Italiană de Fotbal.

## Calificarea

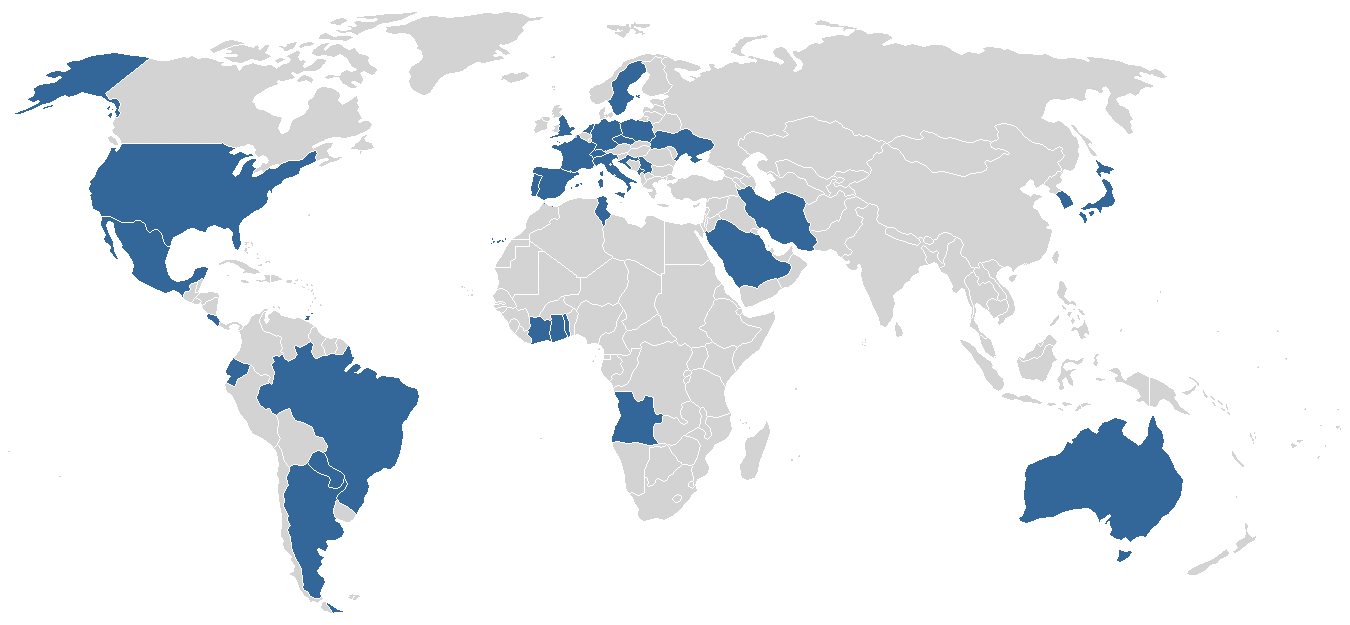
Ţări calificate

Începând cu ediția din 2006, FIFA a schimbat regulile de calificare astfel că selecționata campioană mondială en titre trebuie să joace meciuri de calificare pentru a se califica în stagiunile finale; doar țării gazdă îi este asigurată participarea fără meciuri de calificare. Se așteaptă ca acest aranjament să continue la viitoarele ediții.
Următoarele echipe, afișate după regiune, s-au calificat pentru stagiunile finale. Numărul din paranteze reprezintă clasarea țării pentru competiție. Valuarea sa a fost decisă folosindu-se următoarele două criterii:
- Evoluțiile echipei la cele mai recente două Campionate Mondiale (1998 și 2002)
- Clasarea lor în Clasamentul FIFA pe națiuni în ultimii ani (2003-2006)[10]

Aceste clasări au fost relevante doar pentru selecționarea primelor opt echipe și alocarea lor în fiecare grupă. Celelalte națiuni au fost trase la sorți conform factorilor geografici. Faptul că Serbia și Muntenegru a fost privită drept a paisprezecea clasificată UEFA și astfel a fost plasată într-o urnă distinctă s-a datorat pur și simplu rangurilor FIFA în noiembrie 2005.
| Africa (CAF) - Angola [31] (calificată în premieră) - Coasta de Fildeș [27] (calificată în premieră) - Ghana [30] (calificată în premieră) - Togo [32] (calificată în premieră) - Tunisia [22] Asia (AFC) - Iran [21] - Japonia [12] - Coreea de Sud [11] - Arabia Saudită [19] America de Sud (CONMEBOL) - Argentina [7] - Brazilia [1] (campionii en-titre) - Ecuador [23] - Paraguay [15] Oceania (OFC) - Australia [28] (actualmente membru al AFC) | Europa (UEFA) - Croația [14] - Cehia [16] (calificată în premieră ca 'Republica Cehă') - Anglia [104] - Franța [6] - Germania [4] (țara gazdă) - Italia [8] - Țările de Jos [10] - Polonia [20] - Portugalia [17] - Serbia și Muntenegru [24] (calificată în premieră ca 'Serbia și Muntenegru') - Spania [3] - Suedia [13] - Elveția [25] - Ucraina [26] (calificată în premieră) America de Nord, America Centrală și Caribiană (CONCACAF) - Costa Rica [18] - Mexic [5] - Trinidad și Tobago [29] (calificată în premieră) - Statele Unite [9] |

## Locații
12 orașe au fost alese pentru a găzdui Campionatul Mondial. Capacitățile stadioanelor afișate reprezintă numărul de scaune. În timpul Campionatului Mondial, unele dintre stadioane vor fi cunoscute oficial sub nume diferite, pentru că FIFA interzice citarea sponsorilor în numele stadionului dacă acesta nu este și unul dintre sponsorii oficiali ai FIFA. De exemplu, Allianz Arena va fi cunoscută pe parcursul competiției sub numele de „Stadionul Campionatului Mondial de Fotbal München” (sau în germană „FIFA WM-Stadion München”). Unele dintre stadioane au fost adăugate având capacitate inferioară pentru Cupa Mondială, cum regulamentul FIFA interzice spațiul pentru stat în picioare. Dintre cele 12 stadioane care găzduiesc competiția, doar Zentralstadion din Leipzig se află în fosta Republică Democrată Germania (Germania de Est).
| \| Oraș \| Stadion \| Capacitate \| \| -------------- \| ------------------------ \| ---------- \| \| Berlin \| Olympiastadion \| 76.176 \| \| Köln \| RheinEnergieStadion \| 46.120 \| \| Dortmund \| Signal Iduna Park \| 66.981 \| \| Frankfurt \| Commerzbank-Arena \| 48.132 \| \| Gelsenkirchen \| Veltins-Arena \| 53.804 \| \| Hamburg \| AOL Arena \| 51.055 \| \| Hanovra \| AWD-Arena \| 44.652 \| \| Kaiserslautern \| Fritz-Walter-Stadion \| 41.170 \| \| Leipzig \| Zentralstadion \| 44.199 \| \| München \| Allianz Arena \| 66.016 \| \| Nürnberg \| easyCredit-Stadion \| 41.926 \| \| Stuttgart \| Gottlieb-Daimler-Stadion \| 54.267 \| | Berlin Dortmund Frankfurt Gelsenkirchen Hamburg Hannover Kaiserslautern Köln Leipzig München Nürnberg Stuttgart |            |
| Oraș | Stadion | Capacitate |
| Berlin | Olympiastadion                                                                                                  | 76.176     |
| Köln | RheinEnergieStadion                                                                                             | 46.120     |
| Dortmund | Signal Iduna Park                                                                                               | 66.981     |
| Frankfurt | Commerzbank-Arena                                                                                               | 48.132     |
| Gelsenkirchen | Veltins-Arena                                                                                                   | 53.804     |
| Hamburg | AOL Arena | 51.055     |
| Hanovra | AWD-Arena | 44.652     |
| Kaiserslautern | Fritz-Walter-Stadion                                                                                            | 41.170     |
| Leipzig | Zentralstadion                                                                                                  | 44.199     |
| München | Allianz Arena                                                                                                   | 66.016     |
| Nürnberg | easyCredit-Stadion                                                                                              | 41.926     |
| Stuttgart | Gottlieb-Daimler-Stadion                                                                                        | 54.267     |

| Berlin                                                | Dortmund | München | Stuttgart                                             |
| ----------------------------------------------------- | --- | --- | ----------------------------------------------------- |
| Olympiastadion                                        | Signal Iduna Park (FIFA World Cup Stadium, Dortmund)                                                                                             | Allianz Arena (FIFA World Cup Stadium, München)                                                                                                  | Gottlieb-Daimler-Stadion                              |
| 52°30′53″N 13°14′22″E / 52.51472°N 13.23944°E         | 51°29′33.25″N 7°27′6.63″E / 51.4925694°N 7.4518417°E                                                                                             | 48°13′7.59″N 11°37′29.11″E / 48.2187750°N 11.6247528°E                                                                                           | 48°47′32.17″N 9°13′55.31″E / 48.7922694°N 9.2320306°E |
| Capacitate: 74.176                                    | Capacitate: 67.000 | Capacitate: 66.016 | Capacitate: 54.267                                    |
|                                                       | | |                                                       |
| Gelsenkirchen                                         | BerlinDortmundMünchenStuttgartGelsenkirchenHamburgFrankfurtKölnHanovraLeipzigKaiserslauternNürnbergCampionatul Mondial de Fotbal 2006 (Germania) | BerlinDortmundMünchenStuttgartGelsenkirchenHamburgFrankfurtKölnHanovraLeipzigKaiserslauternNürnbergCampionatul Mondial de Fotbal 2006 (Germania) | Hamburg                                               |
| Veltins-Arena (FIFA World Cup Stadium, Gelsenkirchen) | BerlinDortmundMünchenStuttgartGelsenkirchenHamburgFrankfurtKölnHanovraLeipzigKaiserslauternNürnbergCampionatul Mondial de Fotbal 2006 (Germania) | BerlinDortmundMünchenStuttgartGelsenkirchenHamburgFrankfurtKölnHanovraLeipzigKaiserslauternNürnbergCampionatul Mondial de Fotbal 2006 (Germania) | AOL Arena (FIFA World Cup Stadium, Hamburg)           |
| 51°33′16.21″N 7°4′3.32″E / 51.5545028°N 7.0675889°E   | BerlinDortmundMünchenStuttgartGelsenkirchenHamburgFrankfurtKölnHanovraLeipzigKaiserslauternNürnbergCampionatul Mondial de Fotbal 2006 (Germania) | BerlinDortmundMünchenStuttgartGelsenkirchenHamburgFrankfurtKölnHanovraLeipzigKaiserslauternNürnbergCampionatul Mondial de Fotbal 2006 (Germania) | 53°35′13.77″N 9°53′55.02″E / 53.5871583°N 9.8986167°E |
| Capacitate: 53.804                                    | BerlinDortmundMünchenStuttgartGelsenkirchenHamburgFrankfurtKölnHanovraLeipzigKaiserslauternNürnbergCampionatul Mondial de Fotbal 2006 (Germania) | BerlinDortmundMünchenStuttgartGelsenkirchenHamburgFrankfurtKölnHanovraLeipzigKaiserslauternNürnbergCampionatul Mondial de Fotbal 2006 (Germania) | Capacitate: 51.055                                    |
|                                                       | BerlinDortmundMünchenStuttgartGelsenkirchenHamburgFrankfurtKölnHanovraLeipzigKaiserslauternNürnbergCampionatul Mondial de Fotbal 2006 (Germania) | BerlinDortmundMünchenStuttgartGelsenkirchenHamburgFrankfurtKölnHanovraLeipzigKaiserslauternNürnbergCampionatul Mondial de Fotbal 2006 (Germania) |                                                       |
| Frankfurt                                             | BerlinDortmundMünchenStuttgartGelsenkirchenHamburgFrankfurtKölnHanovraLeipzigKaiserslauternNürnbergCampionatul Mondial de Fotbal 2006 (Germania) | BerlinDortmundMünchenStuttgartGelsenkirchenHamburgFrankfurtKölnHanovraLeipzigKaiserslauternNürnbergCampionatul Mondial de Fotbal 2006 (Germania) | Köln                                                  |
| Commerzbank Arena (FIFA World Cup Stadium, Frankfurt) | BerlinDortmundMünchenStuttgartGelsenkirchenHamburgFrankfurtKölnHanovraLeipzigKaiserslauternNürnbergCampionatul Mondial de Fotbal 2006 (Germania) | BerlinDortmundMünchenStuttgartGelsenkirchenHamburgFrankfurtKölnHanovraLeipzigKaiserslauternNürnbergCampionatul Mondial de Fotbal 2006 (Germania) | RheinEnergie Stadion (FIFA World Cup Stadium, Köln)   |
| 50°4′6.86″N 8°38′43.65″E / 50.0685722°N 8.6454583°E   | BerlinDortmundMünchenStuttgartGelsenkirchenHamburgFrankfurtKölnHanovraLeipzigKaiserslauternNürnbergCampionatul Mondial de Fotbal 2006 (Germania) | BerlinDortmundMünchenStuttgartGelsenkirchenHamburgFrankfurtKölnHanovraLeipzigKaiserslauternNürnbergCampionatul Mondial de Fotbal 2006 (Germania) | 50°56′0.59″N 6°52′29.99″E / 50.9334972°N 6.8749972°E  |
| Capacitate: 48.132                                    | BerlinDortmundMünchenStuttgartGelsenkirchenHamburgFrankfurtKölnHanovraLeipzigKaiserslauternNürnbergCampionatul Mondial de Fotbal 2006 (Germania) | BerlinDortmundMünchenStuttgartGelsenkirchenHamburgFrankfurtKölnHanovraLeipzigKaiserslauternNürnbergCampionatul Mondial de Fotbal 2006 (Germania) | Capacitate: 46.134                                    |
|                                                       | BerlinDortmundMünchenStuttgartGelsenkirchenHamburgFrankfurtKölnHanovraLeipzigKaiserslauternNürnbergCampionatul Mondial de Fotbal 2006 (Germania) | BerlinDortmundMünchenStuttgartGelsenkirchenHamburgFrankfurtKölnHanovraLeipzigKaiserslauternNürnbergCampionatul Mondial de Fotbal 2006 (Germania) |                                                       |
| Hannover                                              | Leipzig | Kaiserslautern | Nürnberg                                              |
| AWD-Arena (FIFA World Cup Stadium, Hannover)          | Zentralstadion | Fritz-Walter-Stadion | EasyCredit-Stadion (Frankenstadion)                   |
| 52°21′36.24″N 9°43′52.31″E / 52.3600667°N 9.7311972°E | 51°20′44.86″N 12°20′53.59″E / 51.3457944°N 12.3482194°E                                                                                          | 49°26′4.96″N 7°46′35.24″E / 49.4347111°N 7.7764556°E                                                                                             | 49°25′34″N 11°7′33″E / 49.42611°N 11.12583°E          |
| Capacitate: 44.652                                    | Capacitate: 44.199 | Capacitate: 43.450 | Capacitate: 41.926                                    |
|                                                       | | |                                                       |

## Arbitri
| Africa - Essam Abd El Fatah - Coffi Codjia Asia - Toru Kamikawa - Shamsul Maidin Europa - Roberto Rosetti - Luis Medina Cantalejo - Valentin Ivanov - Frank de Bleeckere - Massimo Busacca - Markus Merk - Ľuboš Micheľ - Graham Poll - Eric Poulat | America de Nord, Centrală și Carabiană - Marco Antonio Rodríguez - Armando Archundia Oceania - Mark Shield America de Sud - Carlos Amarilla - Jorge Larrionda - Óscar Ruiz - Horacio Elizondo - Carlos Eugênio Simon |

## Minge

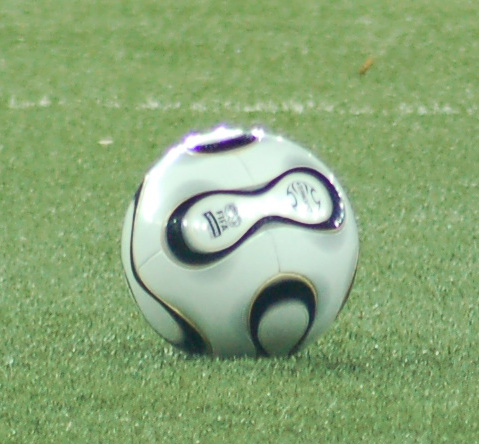
Teamgeist™ ("spirit de echipă"), mingea oficială a campionatului.

Mingea folosită la Campionatul Mondial din 2006 a fost Teamgeist™ ("spirit de echipă"), minge folosită, chiar dacă cu culori diferite de mai multe echipe, și produsă de marca germană Adidas, ce a produs mingiile pentru Campionatele Mondiale începând cu anul 1974 (întroducerea celebrului Telstar).
Balonul este aproape impermeabil, în acest fel nu shimbă în aproape deloc propriile prestații.
Fiecare din echipele calificate la Campionaul Mondial au fost premiate cu 40 de mingi pentru antrenamente.

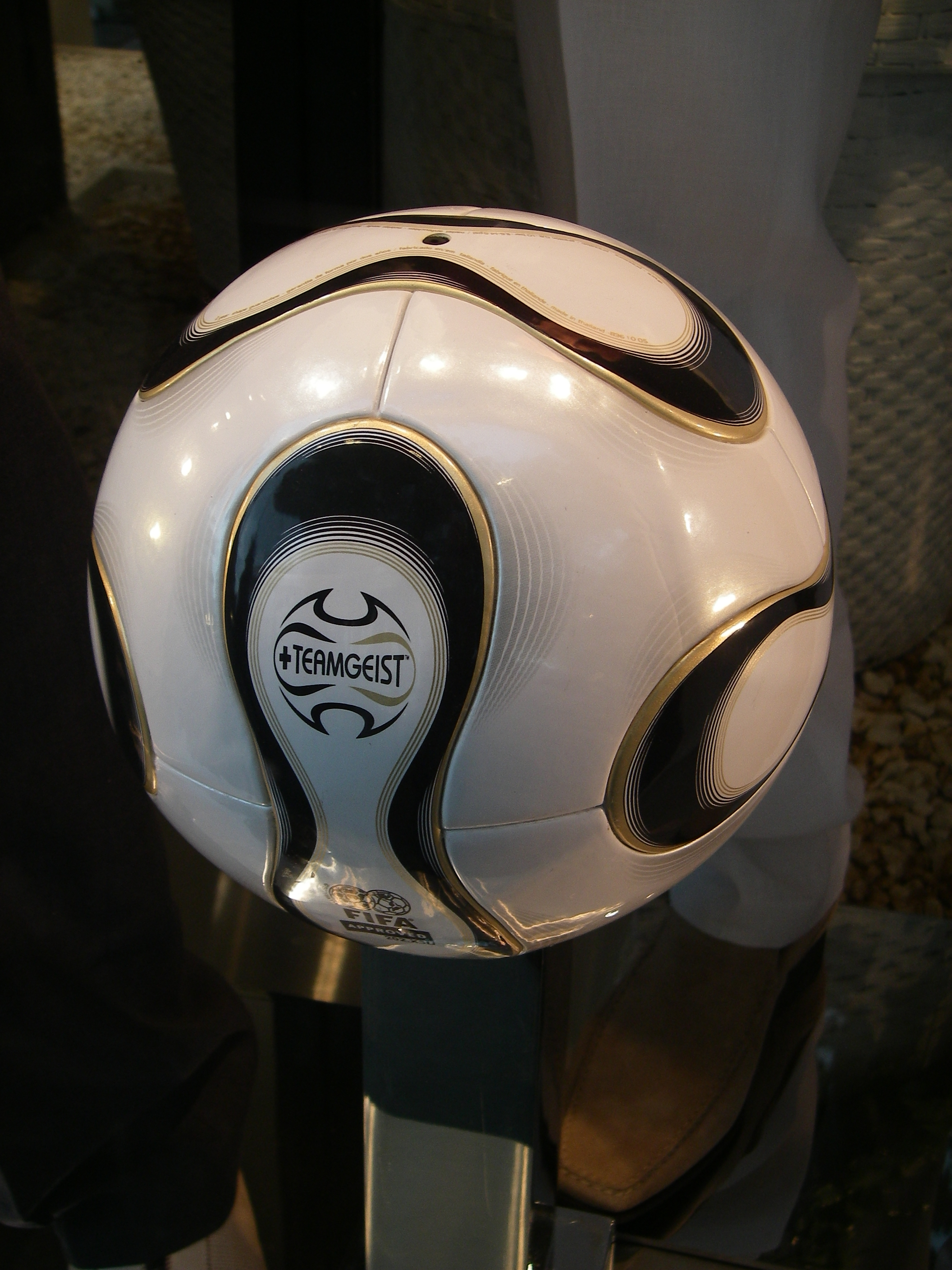
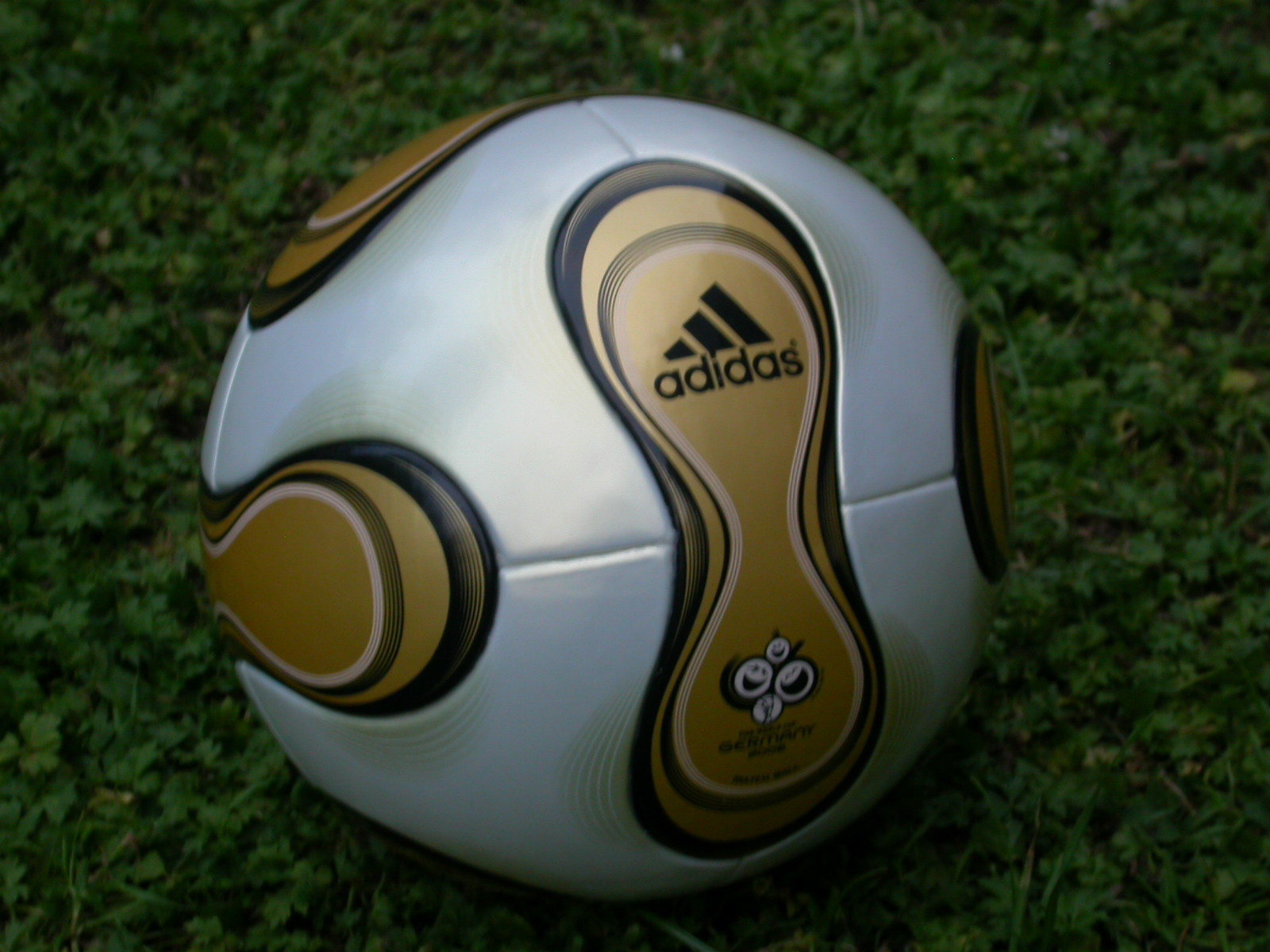
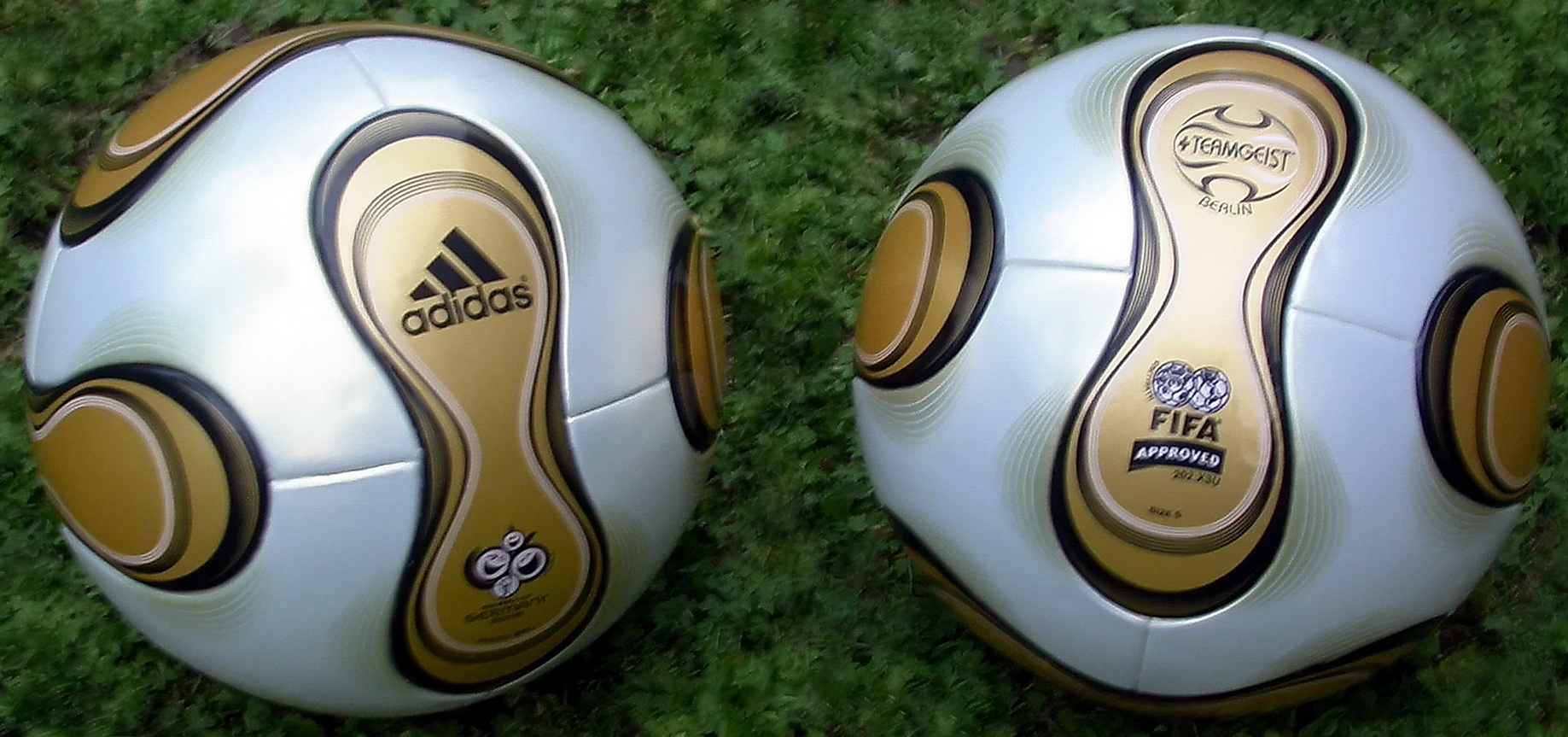

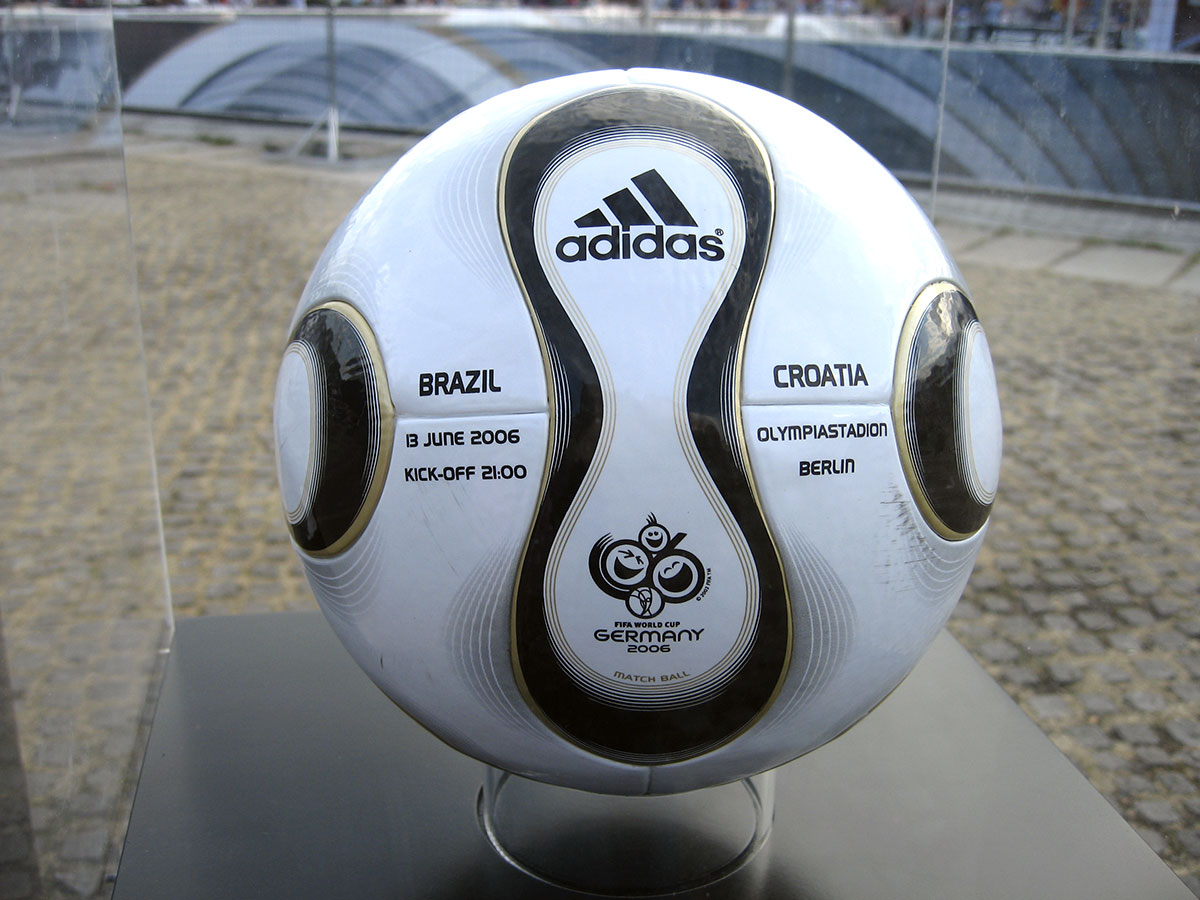
Mingea meciului Brazilia-Croaţia de pe 13 iunie
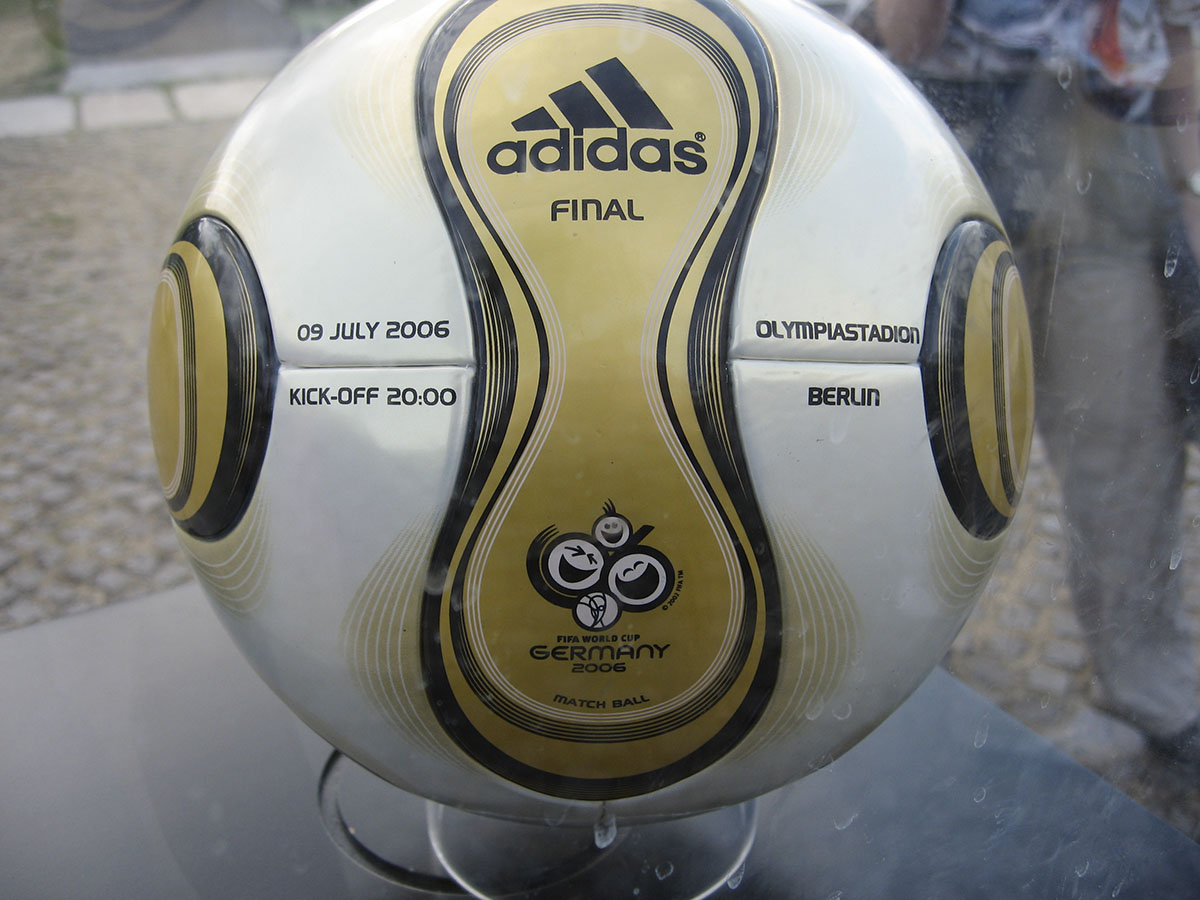
Mingea finalei de pe 9 iulie

## Loturi
Pentru mai multe detalii, vedeți Loturile pentru Campionatul Mondial de Fotbal 2006.
Asociațiile naționale au fost nevoite să prezinte echipa fiecăreia de câte douăzeci și trei de jucători până la data de 15 mai 2006. Dintre acești douăzeci și trei, trei jucători trebuiau să fie portari. În cazul accidentării sau a altor incapacități, un jucător putea fi înlocuit din lista oficială la maxim 24 de ore înainte de disputarea primului meci.

## Grupele

### Tragerea la sorți
Echipele trase la sorți pentru ediția 2006 au fost anunțate pe 5 decembrie 2005. Primele opt echipe de top au fost adăugate în urna A. Urna B a fost compusă din echipele rămase din America de Sud, Africa și Oceania; Urna C a fost compusă din opt din cele nouă echipe europene rămase, excluzând Serbia și Muntenegru. Urna D – echipele rămase din regiunea CONCACAF și Asia. Serbia și Muntenegru a fost clasată într-o urnă specială. S-a procedat astfel pentru ca nici o grupă să nu conțină trei echipe europene. În urna specială, Serbia și Muntenegru (bila albă) a fost extrasă întâi, iar mai apoi grupa în care avea să evolueze (bila neagră) dintre cele trei națiuni non-europene deja adăugate, Argentina, Brazilia și Mexic.
S-a decis înainte de tragerea la sorți ca țara gazdă, Germania să fie plasată în Grupa A, asigurându-i-se astfel meciurile de deschidere în avans. De asemenea, FIFA a anunțat în avans că Brazilia (campionii en-titre) vor fi alocați Grupei F.
| Urna A                                                        | Urna B                                                                | Urna C                                                                | Urna D                                                                                | Urna specială        |
| ------------------------------------------------------------- | --------------------------------------------------------------------- | --------------------------------------------------------------------- | ------------------------------------------------------------------------------------- | -------------------- |
| Argentina Brazilia Anglia Franța Germania Italia Mexic Spania | Angola Australia Coasta de Fildeș Ecuador Ghana Paraguay Togo Tunisia | Croația Cehia Țările de Jos Polonia Portugalia Elveția Suedia Ucraina | Costa Rica Iran Japonia Coreea de Sud Arabia Saudită Trinidad și Tobago Statele Unite | Serbia și Muntenegru |

Pe 9 decembrie 2005 tragerea la sorți a avut loc, determinându-se totodată și ordinea meciurilor. După ce tragerea la sorți s-a încheiat, mulți comentatori de fotbal au remarcat faptul că grupele C și E păreau a fi grupe ale morții în această ediție.

### Sistem de punctare
Prima fază se desfășoară după sistemul unei ligi de fotbal, fiecare echipă jucând câte un meci cu fiecare dintre celelalte echipe din grupa sa. Echipa primește trei puncte pentru o victorie, un punct pentru o remiză și, respectiv, nici un punct pentru înfrângere.
Clasarea fiecărei echipe din fiecare grupă este determinată după cum urmează, în ordinea priorității:
1. Cel mai mare număr de puncte obținute în toate cele trei meciuri din grupă;
2. Diferența de goluri realizată de fiecare echipă în toate meciurile din grupă;
3. Cel mai mare număr de goluri marcate în cele trei meciuri din grupă.
  1. Dacă două echipe nu pot fi departajate prin criteriile 1-3:
    1. Are prioritate echipa care a câștigat meciul direct dintre cele două echipe;

  2. Dacă trei echipe nu pot fi departajate prin criteriile 1-3, atunci sunt introduse câteva criterii secundare, după cum urmează:
    1. Cel mai mare număr de puncte obținute în meciurile din grupă între cele trei echipe aflate la egalitate;
    2. Diferența de goluri rezultată din meciurile din grupă între cele trei echipe aflate la egalitate;
    3. Cel mai mare număr de goluri marcate în meciurile din grupă dintre cele trei echipe aflate la egalitate;
4. Comitetul Organizatoric al Campionatului Mondial realizează o tragere la sorți pentru a determina echipele care promovează în faza următoare a competiției

Echipele clasate pe primele două locuri din fiecare grupă se califică în faza următoare.
Aceste criterii de departajare sunt corecte, dar consitutie o versiune modificată a unor reguli anterioare. Chiar și după începerea turneului, siturile web ale FIFA și UEFA afișau variantele vechi ale regulilor de departajare, provocând confuzie printre cei care doreau să afle criteriile corecte.

## Faza grupelor
| Campioană Vice-campioană | Locul 3 Locul 4 | Sfert-finaliste 1/8 de finală | Faza grupelor |

În următoarele tabele:
- Pct = Număr de puncte acumulate
- Mec = Meciuri disputate
- V = Meciuri câștigate

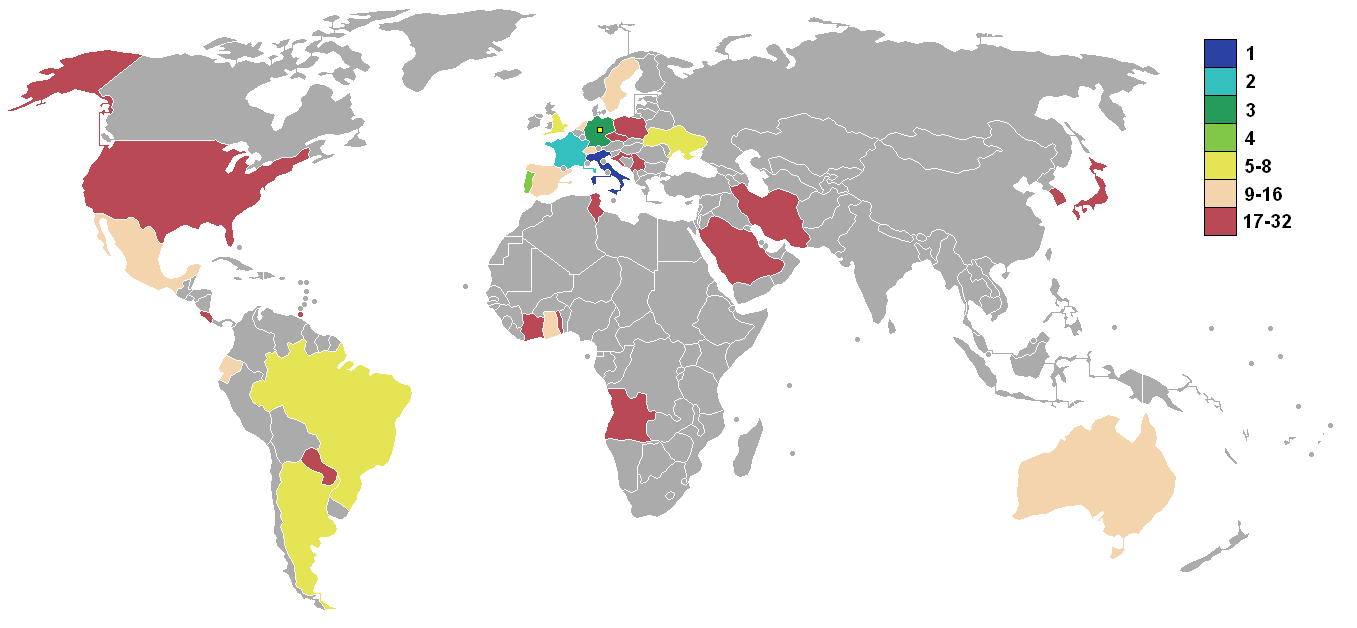
Campioană
Vice-campioană
Locul 3
Locul 4
Sfert-finaliste
1/8 de finală
Faza grupelor

- E = Meciuri terminate la egalitate
- Î = Meciuri pierdute (înfrângeri)
- GM = Goluri marcate
- GP = Goluri primite
- Ad = Adevăr (diferența de goluri: GD−GP)

Pentru detalii suplimentare despre scenariile de calificare, vedeți articolul principal al fiecărei grupe.

#### Grupa A
| Echipa     | Pct | Mec | V | E | Î | GM | GP | Ad |
| ---------- | --- | --- | - | - | - | -- | -- | -- |
| Germania   | 9   | 3   | 3 | 0 | 0 | 8  | 2  | +6 |
| Ecuador    | 6   | 3   | 2 | 0 | 1 | 5  | 3  | +2 |
| Polonia    | 3   | 3   | 1 | 0 | 2 | 2  | 4  | −2 |
| Costa Rica | 0   | 3   | 0 | 0 | 3 | 3  | 9  | −6 |

Toate orele sunt locale (UTC+2)
| Germania                          | 4–2      | Costa Rica        |
| --------------------------------- | -------- | ----------------- |
| Lahm 6' Klose 17', 61' Frings 87' | (Raport) | Wanchope 12', 73' |

| Polonia | 0–2      | Ecuador                    |
| ------- | -------- | -------------------------- |
|         | (Raport) | C. Tenorio 24' Delgado 80' |

| Germania      | 1–0      | Polonia |
| ------------- | -------- | ------- |
| Neuville 91+' | (Raport) |         |

| Ecuador                                 | 3–0      | Costa Rica |
| --------------------------------------- | -------- | ---------- |
| C. Tenorio 8' Delgado 54' Kaviedes 92+' | (Raport) |            |

| Ecuador | 0–3      | Germania                   |
| ------- | -------- | -------------------------- |
|         | (Raport) | Klose 4', 44' Podolski 57' |

| Costa Rica | 1–2      | Polonia          |
| ---------- | -------- | ---------------- |
| Gómez 25'  | (Raport) | Bosacki 33', 65' |

#### Grupa B
| Echipa             | Pct | Mec | V | E | Î | GM | GP | Ad |
| ------------------ | --- | --- | - | - | - | -- | -- | -- |
| Anglia             | 7   | 3   | 2 | 1 | 0 | 5  | 2  | +3 |
| Suedia             | 5   | 3   | 1 | 2 | 0 | 3  | 2  | +1 |
| Paraguay           | 3   | 3   | 1 | 0 | 2 | 2  | 2  | 0  |
| Trinidad și Tobago | 1   | 3   | 0 | 1 | 2 | 0  | 4  | −  |

Toate orele sunt locale (UTC+2)
| Anglia          | 1–0      | Paraguay |
| --------------- | -------- | -------- |
| Gamarra 3' (AG) | (Raport) |          |

| Trinidad și Tobago | 0–0      | Suedia |
| ------------------ | -------- | ------ |
|                    | (Raport) |        |

| Anglia                  | 2–0      | Trinidad și Tobago |
| ----------------------- | -------- | ------------------ |
| Crouch 83' Gerrard 91+' | (Raport) |                    |

| Suedia        | 1–0      | Paraguay |
| ------------- | -------- | -------- |
| Ljungberg 89' | (Raport) |          |

| Suedia                  | 2–2      | Anglia                  |
| ----------------------- | -------- | ----------------------- |
| Allbäck 51' Larsson 90' | (Raport) | J. Cole 34' Gerrard 85' |

| Paraguay                   | 2–0      | Trinidad și Tobago |
| -------------------------- | -------- | ------------------ |
| Sancho 25' (AG) Cuevas 86' | (Raport) |                    |

#### Grupa C
| Echipa               | Pct | Mec | V | E | Î | GM | GP | Ad |
| -------------------- | --- | --- | - | - | - | -- | -- | -- |
| Argentina            | 7   | 3   | 2 | 1 | 0 | 8  | 1  | +7 |
| Țările de Jos        | 7   | 3   | 2 | 1 | 0 | 3  | 1  | +2 |
| Coasta de Fildeș     | 3   | 3   | 1 | 0 | 2 | 5  | 6  | −1 |
| Serbia și Muntenegru | 0   | 3   | 0 | 0 | 3 | 2  | 10 | −8 |

Toate orele sunt locale (UTC+2)
| Argentina              | 2–1      | Coasta de Fildeș |
| ---------------------- | -------- | ---------------- |
| Crespo 24' Saviola 38' | (Raport) | Drogba 82'       |

| Serbia și Muntenegru | 0–1      | Țările de Jos |
| -------------------- | -------- | ------------- |
|                      | (Raport) | Robben 18'    |

| Argentina                                                           | 6–0      | Serbia și Muntenegru |
| ------------------------------------------------------------------- | -------- | -------------------- |
| Maxi Rodríguez 6', 41' Cambiasso 31' Crespo 78' Tévez 84' Messi 88' | (Raport) |                      |

| Țările de Jos                     | 2–1      | Coasta de Fildeș |
| --------------------------------- | -------- | ---------------- |
| van Persie 23' van Nistelrooy 27' | (Raport) | B. Koné 39'      |

| Țările de Jos | 0–0      | Argentina |
| ------------- | -------- | --------- |
|               | (Raport) |           |

| Coasta de Fildeș                     | 3–2      | Serbia și Muntenegru |
| ------------------------------------ | -------- | -------------------- |
| Dindane 37'(pen), 67' Kalou 86'(pen) | (Raport) | Žigić 10' Ilić 20'   |

#### Grupa D
| Echipa     | Pct | Mec | V | E | Î | GM | GP | Ad |
| ---------- | --- | --- | - | - | - | -- | -- | -- |
| Portugalia | 9   | 3   | 3 | 0 | 0 | 5  | 1  | +4 |
| Mexic      | 4   | 3   | 1 | 1 | 1 | 4  | 3  | +1 |
| Angola     | 2   | 3   | 0 | 2 | 1 | 1  | 2  | −1 |
| Iran       | 1   | 3   | 0 | 1 | 2 | 2  | 6  | −4 |

Toate orele sunt locale (UTC+2)
| Mexic                    | 3–1      | Iran             |
| ------------------------ | -------- | ---------------- |
| Bravo 28', 76' Zinha 79' | (Raport) | Golmohammadi 36' |

| Angola | 0–1      | Portugalia |
| ------ | -------- | ---------- |
|        | (Raport) | Pauleta 4' |

| Mexic | 0–0      | Angola |
| ----- | -------- | ------ |
|       | (Raport) |        |

| Portugalia               | 2–0      | Iran |
| ------------------------ | -------- | ---- |
| Deco 63' Ronaldo 80' pen | (Raport) |      |

| Portugalia                 | 2–1      | Mexic       |
| -------------------------- | -------- | ----------- |
| Maniche 6' Simão 24' (pen) | (Raport) | Fonseca 29' |

| Iran               | 1–1      | Angola     |
| ------------------ | -------- | ---------- |
| Bakhtiarizadeh 75' | (Raport) | Flávio 60' |

#### Grupa E
| Echipa        | Pct | Mec | V | E | Î | GM | GP | Ad |
| ------------- | --- | --- | - | - | - | -- | -- | -- |
| Italia        | 7   | 3   | 2 | 1 | 0 | 5  | 1  | +4 |
| Ghana         | 6   | 3   | 2 | 0 | 1 | 4  | 3  | +1 |
| Cehia         | 3   | 3   | 1 | 0 | 2 | 3  | 4  | −1 |
| Statele Unite | 1   | 3   | 0 | 1 | 2 | 2  | 6  | −4 |

Toate orele sunt locale (UTC+2)
| SUA | 0–3      | Republica Cehă             |
| --- | -------- | -------------------------- |
|     | (Raport) | Koller 5' Rosický 36', 76' |

| Italia                 | 2–0      | Ghana |
| ---------------------- | -------- | ----- |
| Pirlo 40' Iaquinta 83' | (Raport) |       |

| Republica Cehă | 0–2      | Ghana               |
| -------------- | -------- | ------------------- |
|                | (Raport) | Gyan 2' Muntari 82' |

| Italia        | 1–1      | SUA               |
| ------------- | -------- | ----------------- |
| Gilardino 22' | (Raport) | Zaccardo 27' (AG) |

| Republica Cehă | 0–2      | Italia                    |
| -------------- | -------- | ------------------------- |
|                | (Raport) | Materazzi 26' Inzaghi 87' |

| Ghana                         | 2–1      | SUA         |
| ----------------------------- | -------- | ----------- |
| Dramani 22' Appiah 47+' (pen) | (Raport) | Dempsey 43' |

#### Grupa F
| Echipa    | Pct | Mec | V | E | Î | GM | GP | Ad |
| --------- | --- | --- | - | - | - | -- | -- | -- |
| Brazilia  | 9   | 3   | 3 | 0 | 0 | 7  | 1  | +6 |
| Australia | 4   | 3   | 1 | 1 | 1 | 5  | 5  | 0  |
| Croația   | 2   | 3   | 0 | 2 | 1 | 2  | 3  | −1 |
| Japonia   | 1   | 3   | 0 | 1 | 2 | 2  | 7  | −5 |

Toate orele sunt locale (UTC+2)
| Australia                   | 3–1      | Japonia      |
| --------------------------- | -------- | ------------ |
| Cahill 84', 89' Aloisi 92+' | (Raport) | Nakamura 26' |

| Brazilia | 1–0      | Croația |
| -------- | -------- | ------- |
| Kaká 44' | (Raport) |         |

| Croația | 0–0      | Japonia |
| ------- | -------- | ------- |
|         | (Raport) |         |

| Brazilia             | 2–0      | Australia |
| -------------------- | -------- | --------- |
| Adriano 49' Fred 90' | (Raport) |           |

| Japonia    | 1–4      | Brazilia                                   |
| ---------- | -------- | ------------------------------------------ |
| Tamada 34' | (Raport) | Ronaldo 46+', 81' Juninho 53' Gilberto 59' |

| Croația           | 2–2      | Australia                  |
| ----------------- | -------- | -------------------------- |
| Srna 2' Kovač 57' | (Raport) | Moore 38' (pen) Kewell 79' |

#### Grupa G
| Echipa        | Pct | Mec | V | E | Î | GM | GP | Ad |
| ------------- | --- | --- | - | - | - | -- | -- | -- |
| Elveția       | 7   | 3   | 2 | 1 | 0 | 4  | 0  | +4 |
| Franța        | 5   | 3   | 1 | 2 | 0 | 3  | 1  | +2 |
| Coreea de Sud | 4   | 3   | 1 | 1 | 1 | 3  | 4  | -1 |
| Togo          | 0   | 3   | 0 | 0 | 3 | 1  | 6  | -5 |

Toate orele sunt locale (UTC+2)
| Coreea de Sud                      | 2–1      | Togo      |
| ---------------------------------- | -------- | --------- |
| Lee Chun-Soo 54' Ahn Jung-Hwan 72' | (Raport) | Kader 31' |

| Franța | 0–0      | Elveția |
| ------ | -------- | ------- |
|        | (Raport) |         |

| Franța   | 1–1      | Coreea de Sud    |
| -------- | -------- | ---------------- |
| Henry 9' | (Raport) | Park Ji-Sung 81' |

| Togo | 0–2      | Elveția               |
| ---- | -------- | --------------------- |
|      | (Raport) | Frei 16' Barnetta 88' |

| Elveția               | 2–0      | Coreea de Sud |
| --------------------- | -------- | ------------- |
| Senderos 23' Frei 77' | (Raport) |               |

| Togo | 0–2      | Franța               |
| ---- | -------- | -------------------- |
|      | (Raport) | Vieira 55' Henry 61' |

#### Grupa H
| Echipa         | Pct | Mec | V | E | Î | GM | GP | Ad |
| -------------- | --- | --- | - | - | - | -- | -- | -- |
| Spania         | 9   | 3   | 3 | 0 | 0 | 8  | 1  | +7 |
| Ucraina        | 6   | 3   | 2 | 0 | 1 | 5  | 4  | +1 |
| Tunisia        | 1   | 3   | 0 | 1 | 2 | 3  | 6  | −3 |
| Arabia Saudită | 1   | 3   | 0 | 1 | 2 | 2  | 7  | −5 |

Toate orele sunt locale (UTC+2)
| Spania                                   | 4–0      | Ucraina |
| ---------------------------------------- | -------- | ------- |
| Alonso 13' Villa 17', 48' pen Torres 81' | (Raport) |         |

| Tunisia                | 2–2      | Arabia Saudită              |
| ---------------------- | -------- | --------------------------- |
| Jaziri 23' Jaïdi 90+2' | (Raport) | Al Qahtani 57' Al Jaber 84' |

| Arabia Saudită | 0–4      | Ucraina                                             |
| -------------- | -------- | --------------------------------------------------- |
|                | (Raport) | Rusol 4' Rebrov 36' Shevchenko 46' Kalynychenko 84' |

| Spania                       | 3–1      | Tunisia  |
| ---------------------------- | -------- | -------- |
| Raúl 71' Torres 76', 90' pen | (Raport) | Mnari 8' |

| Arabia Saudită | 0–1      | Spania      |
| -------------- | -------- | ----------- |
|                | (Raport) | Juanito 36' |

| Ucraina              | 1–0      | Tunisia |
| -------------------- | -------- | ------- |
| Shevchenko 70' (pen) | (Raport) |         |

## Faza eliminatorie
Informații suplimentare: Faza eliminatorie a Campionatului Mondial de Fotbal 2006
Din "Faza grupelor" pozițiile câștigătorului (1º) și locului II (2º) în fiecare grupă avansează în optimi. Inițial, toate cele patru echipe din fiecare grupă au șanse egale la ambele poziții care merg mai departe, dar pe măsură ce competiția continuă, rezultatele pozitive cumulate vor elimina unele echipe și vor garanta altora un loc în runda următoare. Când mai există doar trei sau mai puține echipe cu o șansă de a ocupa un anumit loc în clasament acestea sunt afișate în coloana optimilor. Dacă o poziție în coloana optimilor este goală, toate cele patru echipe încă mai au șanse de a se califica în acea postură.
|  | Optimi de finală   | Optimi de finală   |            |       | Sferturi de finală | Sferturi de finală |  |  | Semifinale        | Semifinale        |  |  | Finală       | Finală       |
|  | 24 – 27 iunie 2006 | 24 – 27 iunie 2006 |            |       | 30 – 1 iulie 2006  | 30 – 1 iulie 2006  |  |  | 4 și 5 iulie 2006 | 4 și 5 iulie 2006 |  |  | 9 iulie 2006 | 9 iulie 2006 |
|  |                    |                    |            |       |                    |                    |  |  |                   |                   |  |  |              |              |
|  |                    |                    |            |       |                    |                    |  |  |                   |                   |  |  |              |              |
|  |                    |                    |            |       |                    |                    |  |  |                   |                   |  |  |              |              |
|  | Germania           | 2                  |            |       |                    |                    |  |  |                   |                   |  |  |              |              |
|  | Germania           | 2                  |            |       |                    |                    |  |  |                   |                   |  |  |              |              |
|  | Suedia             | 0                  |            |       |                    |                    |  |  |                   |                   |  |  |              |              |
|  | Suedia             | 0                  | Germania   | 4     |                    |                    |  |  |                   |                   |  |  |              |              |
|  |                    |                    |            | 4     |                    |                    |  |  |                   |                   |  |  |              |              |
|  |                    | Argentina          | 2          |       |                    |                    |  |  |                   |                   |  |  |              |              |
|  | Argentina          | Argentina          | 2          | 2     |                    |                    |  |  |                   |                   |  |  |              |              |
|  | Argentina          |                    |            | 2     |                    |                    |  |  |                   |                   |  |  |              |              |
|  | Mexic              | 1                  |            |       |                    |                    |  |  |                   |                   |  |  |              |              |
|  | Mexic              | 1                  | Germania   | 0     |                    |                    |  |  |                   |                   |  |  |              |              |
|  |                    |                    |            | 0     |                    |                    |  |  |                   |                   |  |  |              |              |
|  |                    | Italia             | 2          |       |                    |                    |  |  |                   |                   |  |  |              |              |
|  | Italia             | Italia             | 2          | 1     |                    |                    |  |  |                   |                   |  |  |              |              |
|  | Italia             |                    |            | 1     |                    |                    |  |  |                   |                   |  |  |              |              |
|  | Australia          | 0                  |            |       |                    |                    |  |  |                   |                   |  |  |              |              |
|  | Australia          | 0                  | Italia     | 3     |                    |                    |  |  |                   |                   |  |  |              |              |
|  |                    |                    |            | 3     |                    |                    |  |  |                   |                   |  |  |              |              |
|  |                    | Ucraina            | 0          |       |                    |                    |  |  |                   |                   |  |  |              |              |
|  | Elveția            | Ucraina            | 0          | 0 (0) |                    |                    |  |  |                   |                   |  |  |              |              |
|  | Elveția            |                    |            | 0 (0) |                    |                    |  |  |                   |                   |  |  |              |              |
|  | Ucraina            | 0 (3)              |            |       |                    |                    |  |  |                   |                   |  |  |              |              |
|  | Ucraina            | 0 (3)              | Italia     | 1 (5) |                    |                    |  |  |                   |                   |  |  |              |              |
|  |                    |                    |            | 1 (5) |                    |                    |  |  |                   |                   |  |  |              |              |
|  |                    | Franța             | 1 (3)      |       |                    |                    |  |  |                   |                   |  |  |              |              |
|  | Anglia             | Franța             | 1 (3)      | 1     |                    |                    |  |  |                   |                   |  |  |              |              |
|  | Anglia             |                    |            | 1     |                    |                    |  |  |                   |                   |  |  |              |              |
|  | Ecuador            | 0                  |            |       |                    |                    |  |  |                   |                   |  |  |              |              |
|  | Ecuador            | 0                  | Anglia     | 0 (1) |                    |                    |  |  |                   |                   |  |  |              |              |
|  |                    |                    |            | 0 (1) |                    |                    |  |  |                   |                   |  |  |              |              |
|  |                    | Portugalia         | 0 (3)      |       |                    |                    |  |  |                   |                   |  |  |              |              |
|  | Portugalia         | Portugalia         | 0 (3)      | 1     |                    |                    |  |  |                   |                   |  |  |              |              |
|  | Portugalia         |                    |            | 1     |                    |                    |  |  |                   |                   |  |  |              |              |
|  | Țările de Jos      | 0                  |            |       |                    |                    |  |  |                   |                   |  |  |              |              |
|  | Țările de Jos      | 0                  | Portugalia | 0     |                    |                    |  |  |                   |                   |  |  |              |              |
|  |                    |                    |            | 0     |                    |                    |  |  |                   |                   |  |  |              |              |
|  |                    | Franța             | 1          |       |                    |                    |  |  |                   |                   |  |  |              |              |
|  | Brazilia           | Franța             | 1          | 3     |                    |                    |  |  |                   |                   |  |  |              |              |
|  | Brazilia           |                    |            | 3     |                    |                    |  |  |                   |                   |  |  |              |              |
|  | Ghana              | 0                  |            |       |                    |                    |  |  |                   |                   |  |  |              |              |
|  | Ghana              | 0                  | Brazilia   | 0     |                    |                    |  |  |                   |                   |  |  |              |              |
|  |                    |                    |            | 0     |                    |                    |  |  |                   |                   |  |  |              |              |
|  |                    | Franța             | 1          |       |                    |                    |  |  |                   |                   |  |  |              |              |
|  | Spania             | Franța             | 1          | 1     |                    |                    |  |  |                   |                   |  |  |              |              |
|  | Spania             |                    |            | 1     |                    |                    |  |  |                   |                   |  |  |              |              |
|  | Franța             | 3                  |            |       |                    |                    |  |  |                   |                   |  |  |              |              |
|  | Franța             | 3                  |            |       |                    |                    |  |  |                   |                   |  |  |              |              |

### Optimi de finală
Toate orele sunt locale (UTC+2)
| Germania         | 2–0      | Suedia |
| ---------------- | -------- | ------ |
| Podolski 4', 12' | (Raport) |        |

| Argentina                | 2–1 (ET) | Mexic      |
| ------------------------ | -------- | ---------- |
| Crespo 10' Rodríguez 98' | (Raport) | Márquez 6' |

| Anglia      | 1–0      | Ecuador |
| ----------- | -------- | ------- |
| Beckham 60' | (Raport) |         |

| Portugalia  | 1–0      | Țările de Jos |
| ----------- | -------- | ------------- |
| Maniche 23' | (Raport) |               |

| Italia           | 1–0      | Australia |
| ---------------- | -------- | --------- |
| Totti 95+' (pen) | (Raport) |           |

| Elveția | 0–0 (0–3) (PEN) | Ucraina |
| ------- | --------------- | ------- |
|         | (Raport)        |         |

|                           |     | Penaltiuri                        |  |  |
| Streller Barnetta Cabanas | 0–3 | Shevchenko Milevskiy Rebrov Gusev |  |  |
|                           |     |                                   |  |  |

| Brazilia                               | 3–0      | Ghana |
| -------------------------------------- | -------- | ----- |
| Ronaldo 5' Adriano 46+' Zé Roberto 84' | (Raport) |       |

| Spania          | 1–3      | Franța                            |
| --------------- | -------- | --------------------------------- |
| Villa 27' (pen) | (Raport) | Ribery 41' Vieira 83' Zidane 92+' |

### Sferturi de finală
Toate orele sunt locale (UTC+2)
| Germania  | 1–1 (4–2) (PEN) | Argentina |
| --------- | --------------- | --------- |
| Klose 80' | (Raport)        | Ayala 49' |

|                                    |     | Penaltiuri                     |  |  |
| Neuville Ballack Podolski Borowski | 4–2 | Cruz Ayala Rodríguez Cambiasso |  |  |
|                                    |     |                                |  |  |

| Italia                     | 3–0      | Ucraina |
| -------------------------- | -------- | ------- |
| Zambrotta 6' Toni 59', 69' | (Raport) |         |

| Anglia | 0–0 (1–3) (PEN) | Portugalia |
| ------ | --------------- | ---------- |
|        | (Raport)        |            |

|                                      |     | Penaltiuri                           |  |  |
| Lampard Hargreaves Gerrard Carragher | 1–3 | Simão Viana Petit Postiga C. Ronaldo |  |  |
|                                      |     |                                      |  |  |

| Brazilia | 0–1      | Franța    |
| -------- | -------- | --------- |
|          | (Raport) | Henry 57' |

### Semifinale
Toate orele sunt locale (UTC+2)
| Germania | 0–2 (ET) | Italia                      |
| -------- | -------- | --------------------------- |
|          | (Raport) | Grosso 119' Del Piero 121+' |

| Portugalia | 0–1      | Franța           |
| ---------- | -------- | ---------------- |
|            | (Raport) | Zidane 33' (pen) |

### Finala mică
Toate orele sunt locale (UTC+2)
| Germania                               | 3–1      | Portugalia |
| -------------------------------------- | -------- | ---------- |
| Schweinsteiger 56', 78' Petit 60' (AG) | (Raport) | Gomes 88'  |

### Finala
Toate orele sunt locale (UTC+2)
| Italia        | 1–1 (5–3) (PEN) | Franța          |
| ------------- | --------------- | --------------- |
| Materazzi 19' | (Raport)        | Zidane 7' (pen) |

|                                           |     | Penaltiuri                      |  |  |
| Pirlo Materazzi De Rossi Del Piero Grosso | 5–3 | Wiltord Trezeguet Abidal Sagnol |  |  |
|                                           |     |                                 |  |  |

## Statistici

### Golgheteri

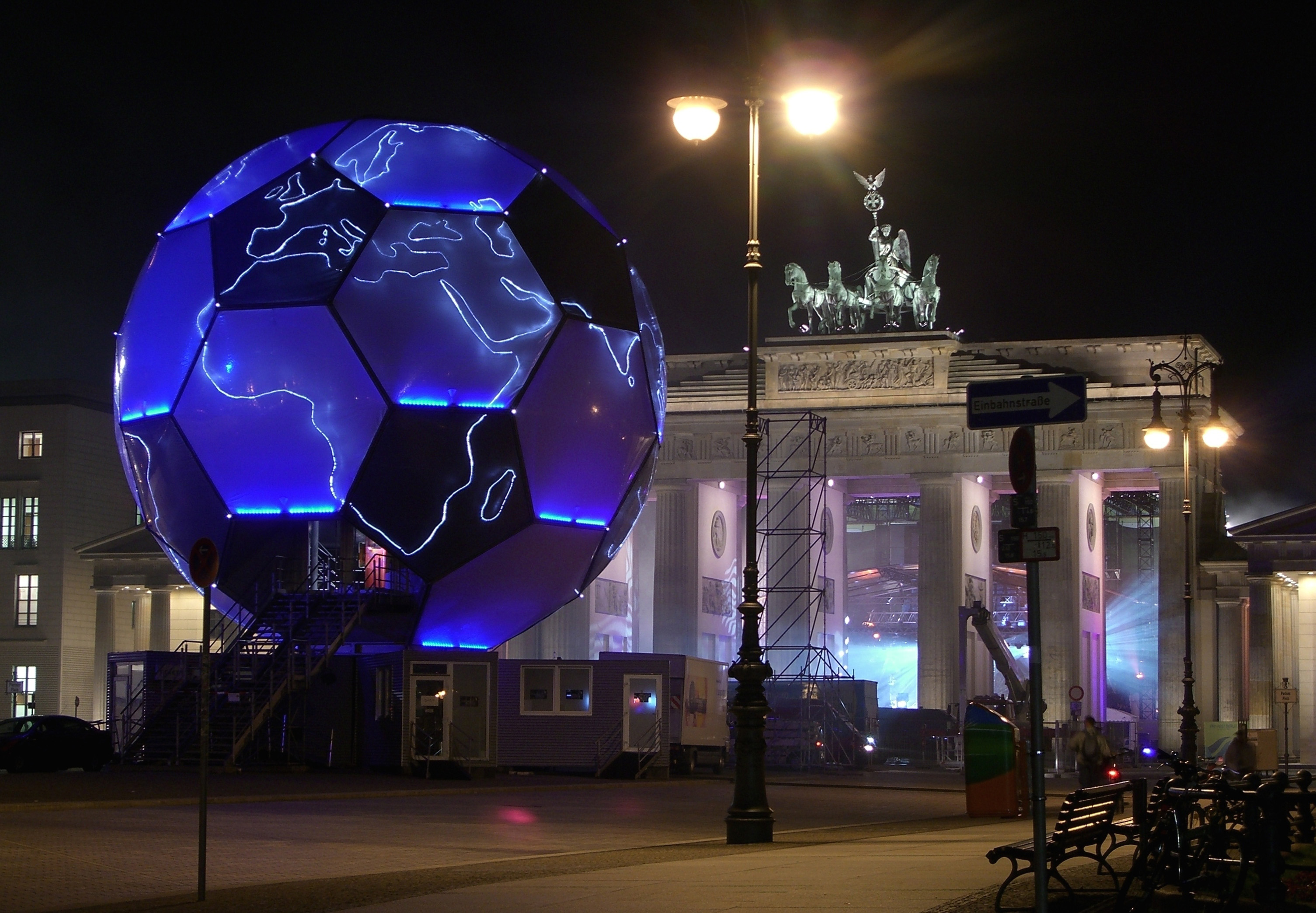
Berlin, capitala Germaniei şi cartierul general al turneului

Miroslav Klose a primit premiul Gheața de Aur, oferit de Adidas. pentru cinci goluri marcate la Cupa Mondială. Acest număr de goluri este cel mai mare înregistrat de un golgheter la Cupa Mondială de la ediția din 1962 când șase jucători s-au aflat la egalitate cu patru goluri marcate fiecare. În total, s-au marcat 147 de goluri (patru dintre ele fiind autogoluri). Alte 21 de goluri au fost marcate în cadrul loviturilor de departajare, dar aceastea nu sunt contorizate.
| Jucător         | Selecționată | Goluri |
| --------------- | ------------ | ------ |
| Miroslav Klose  | Germania     | 5      |
| Hernán Crespo   | Argentina    | 3      |
| Thierry Henry   | Franța       | 3      |
| Lukas Podolski  | Germania     | 3      |
| Maxi Rodríguez  | Argentina    | 3      |
| Ronaldo         | Brazilia     | 3      |
| Fernando Torres | Spania       | 3      |
| David Villa     | Spania       | 3      |

### All-star team
All-star team este o echipă ce constă din 23 cei mai buni jucători de la Campionatul Mondial de Fotbal 2006, selectați de Grupul de Studiu Tehnic al FIFA.
| Portari                               | Fundași                                                                                                 | Mijlocași | Atacanți                                             |
| ------------------------------------- | --- | --- | ---------------------------------------------------- |
| Gianluigi Buffon Jens Lehmann Ricardo | Roberto Ayala John Terry Lilian Thuram Philipp Lahm Fabio Cannavaro Gianluca Zambrotta Ricardo Carvalho | Zé Roberto Patrick Vieira Zinedine Zidane Michael Ballack Andrea Pirlo Gennaro Gattuso Francesco Totti Luís Figo Maniche | Hernán Crespo Thierry Henry Miroslav Klose Luca Toni |

### Clasamentul echipelor
Toate cele 32 de echipe au fost clasate conform criteriilor utilizate de FIFA.
| Poz                             | Echipa                     | G | M | V | R | Î | GM | GP | DG  | Pct. |
| ------------------------------- | -------------------------- | - | - | - | - | - | -- | -- | --- | ---- |
| Finala                          |                            |   |   |   |   |   |    |    |     |      |
| 1                               | Italia                     | E | 7 | 5 | 2 | 0 | 12 | 2  | +10 | 17   |
| 2                               | Franța                     | G | 7 | 4 | 3 | 0 | 9  | 3  | +6  | 15   |
| Locurile 3 și 4                 |                            |   |   |   |   |   |    |    |     |      |
| 3                               | Germania                   | A | 7 | 5 | 1 | 1 | 14 | 6  | +8  | 16   |
| 4                               | Portugalia                 | D | 7 | 4 | 1 | 2 | 7  | 5  | +2  | 13   |
| Eliminate în sferturi de finală |                            |   |   |   |   |   |    |    |     |      |
| 5                               | Brazilia                   | F | 5 | 4 | 0 | 1 | 10 | 2  | +8  | 12   |
| 6                               | Argentina                  | C | 5 | 3 | 2 | 0 | 11 | 3  | +8  | 11   |
| 7                               | Anglia                     | B | 5 | 3 | 2 | 0 | 6  | 2  | +4  | 11   |
| 8                               | Ucraina                    | H | 5 | 2 | 1 | 2 | 5  | 7  | −2  | 7    |
| Eliminate în optimi de finală   |                            |   |   |   |   |   |    |    |     |      |
| 9                               | Spania                     | H | 4 | 3 | 0 | 1 | 9  | 4  | +5  | 9    |
| 10                              | Elveția                    | G | 4 | 2 | 2 | 0 | 4  | 0  | +4  | 8    |
| 11                              | Țările de Jos              | C | 4 | 2 | 1 | 1 | 3  | 2  | +1  | 7    |
| 12                              | Ecuador                    | A | 4 | 2 | 0 | 2 | 5  | 4  | +1  | 6    |
| 13                              | Ghana                      | E | 4 | 2 | 0 | 2 | 4  | 6  | −2  | 6    |
| 14                              | Suedia                     | B | 4 | 1 | 2 | 1 | 3  | 4  | −1  | 5    |
| 15                              | Mexic                      | D | 4 | 1 | 1 | 2 | 5  | 5  | 0   | 4    |
| 16                              | Australia                  | F | 4 | 1 | 1 | 2 | 5  | 6  | −1  | 4    |
| Eliminate în faza grupelor      |                            |   |   |   |   |   |    |    |     |      |
| 17                              | Coreea de Sud              | G | 3 | 1 | 1 | 1 | 3  | 4  | −1  | 4    |
| 18                              | Paraguay                   | B | 3 | 1 | 0 | 2 | 2  | 2  | 0   | 3    |
| 19                              | Coasta de Fildeș           | C | 3 | 1 | 0 | 2 | 5  | 6  | −1  | 3    |
| 20                              | Cehia                      | E | 3 | 1 | 0 | 2 | 3  | 4  | −1  | 3    |
| 21                              | Polonia                    | A | 3 | 1 | 0 | 2 | 2  | 4  | −2  | 3    |
| 22                              | Croația                    | F | 3 | 0 | 2 | 1 | 2  | 3  | −1  | 2    |
| 23                              | Angola                     | D | 3 | 0 | 2 | 1 | 1  | 2  | −1  | 2    |
| 24                              | Tunisia                    | H | 3 | 0 | 1 | 2 | 3  | 6  | −3  | 1    |
| 25                              | Statele Unite ale Americii | E | 3 | 0 | 1 | 2 | 2  | 6  | −4  | 1    |
| 25                              | Iran                       | D | 3 | 0 | 1 | 2 | 2  | 6  | −4  | 1    |
| 27                              | Trinidad și Tobago         | B | 3 | 0 | 1 | 2 | 0  | 4  | −4  | 1    |
| 28                              | Japonia                    | F | 3 | 0 | 1 | 2 | 2  | 7  | −5  | 1    |
| 28                              | Arabia Saudită             | H | 3 | 0 | 1 | 2 | 2  | 7  | −5  | 1    |
| 30                              | Togo                       | G | 3 | 0 | 0 | 3 | 1  | 6  | −5  | 0    |
| 31                              | Costa Rica                 | A | 3 | 0 | 0 | 3 | 3  | 9  | −6  | 0    |
| 32                              | Serbia și Muntenegru       | C | 3 | 0 | 0 | 3 | 2  | 10 | −8  | 0    |